# Benoît Pétré
Pour les articles homonymes, voir Pétré.
Benoît Pétré, né le 7 avril 1977 à Compiègne, est un réalisateur, scénariste et acteur français.
Il fonde avec sept autres acteurs le collectif Les Quiches. Celui-ci est également composé d'Aurélie Saada, Déborah Saïag, Isabelle Vitari, Mika Tard, Morgan Perez, Alexandre Brik et Vanessa Pivain. Ils se rencontrent en 1999 au Sudden Théâtre. Il y est scénariste, coréalisateur et acteur. À l'image des Deschiens ou des Nuls, leur collaboration traite de l'humour absurde. Après deux courts-métrages réalisés avec peu de moyens, le groupe crée Quiche Production en 2001. Ils reçoivent une demi-douzaine de récompenses. Ils signent une soixantaine de courts métrages, une série à sketchs pour Canal+, Allô quiche !, une série au sein de La Nouvelle Trilogie, Enterrement de vie de jeune fille, et un long métrage Foon, produit en 2004 par Louis Becker.
En 2009, il réalise son premier long métrage en solo, Thelma, Louise et Chantal, une comédie road-movie produite par La Fabrique de films.
En parallèle, il réalise des pubs et des clips pour diverses marques et artistes. Il cumule avec ces derniers près de 500 millions de vues sur YouTube.

## Filmographie

### Acteur
- 2003 : Quelques mots d'amour : le clochard
- 2004 : Confidences trop intimes : le messager
- 2005 : L'Homme qui voulait passer à la télé
- 2005 : Allo quiche !
- 2005 : Foon : Zack
- 2006 : Saltimbanques
- 2006 : Enterrement de vie de jeune fille : Baptiste
- 2008 : Mes stars et moi : l'assistant d'Isabelle Séréna
- 2008 : Hard - un épisode
- 2010 : Thelma, Louise et Chantal
- 2010 : Contes et nouvelles du XIXe siècle : On purge bébé de Gérard Jourd'hui (téléfilm)
- 2011 : Hard - un épisode
- 2011 : La Délicatesse
- 2014 : J'aurais pas dû mettre mes Clarks (court-métrage)
- 2016 : Juste un regard (TV)
- 2016 : Le mari de mon mari (TV)
- 2020 : Le Lion
- 2021 : Rose
- 2021 : Les invisibles (TV)
- 2023 : Tapie de Tristan Séguéla : Michel Deboize
- 2023 : J'étais à ça

### Réalisateur
- 2005 : Foon
- 2006 : Enterrement de vie de jeune fille
- 2008 : Objet Trouvé (court métrage)[1],[2]
- 2010 : Thelma, Louise et Chantal
- 2011 : Hard (saison 2 - épisodes 6 à 12)

### Clips
- 2014 : Hollysiz - The light
- 2015 : Calogero - J'ai le droit aussi
- 2017 : Bigflo & Oli - Dommage
- 2018 : Gims & Vianney - La même
- 2018 : Bigflo & Oli - Plus Tard
- Le 19 décembre 2018, plus de 70 célébrités se mobilisent à l'appel de l'association Urgence Homophobie. Il réalise le clip de la chanson De l'amour[3].
- 2021 : Wejdene - Réfléchir